# Лажни Ћуранов реп
  је гљива која припада Basidiomycotama и породици Stereaceae. Има негативан утицај на околне биљке које су у њеној близини. Име  је добила по свом облику (обликом подсећају на шкољке). Својим изгледом је веома слична гљиви под називом Trametes versicolor односно Ћуранов реп. 

## Разлика од Ћурановог репа
Уколико се поре налазе са доње стране, у питању је врста Trametes versicolor.